# سبخة بوجمل (صفاقس)
سبخة بوجمل هي سبخة تقع في ولاية صفاقس من الوسط التونسي.
| سبخة بوجمل |